# Rob Bauer
Robert Peter Bauer (Amsterdam, 11 november 1962) is een Nederlands luitenant-admiraal buiten dienst.

## Loopbaan
Bauer trad in 1981 aan op het Koninklijk Instituut voor de Marine voor zijn opleiding tot zeeofficier. Hij voerde van 2005 tot 2007 het commando over Zr.Ms. De Ruyter, waarmee hij deelnam aan Operation Active Endeavour.  Eind 2006 was hij vijf maanden plaatsvervangend commandant van Combined Task Force 150, een onderdeel van Operation Enduring Freedom. In 2010 en 2011 voerde Bauer het commando over Zr.Ms. Johan de Witt, waarna hij als commandeur naar het Haagse ministerie vertrok. Eerst als souschef bij de directie Plannen, daarna als schout-bij-nacht als directeur Plannen.
Per 1 september 2015 werd hij als viceadmiraal plaatsvervangend commandant der Strijdkrachten. Bauer was als plaatsvervangend commandant voorzitter van het Platform Defensie-Bedrijfsleven. Vanaf dat moment is hij ook bestuurslid van het Nationaal Comité 4 en 5 mei.
Op 24 februari 2017 droeg de Nederlandse regering hem voor om in de loop van 2017 commandant der Strijdkrachten te worden als opvolger van generaal Tom Middendorp. Op 13 juli 2017 werd hij als plaatsvervangend commandant der Strijdkrachten opgevolgd door luitenant-generaal Martin Wijnen, en op 22 september 2017 werd hij bevorderd tot luitenant-admiraal.
Op 5 oktober 2017 aanvaardde hij het commando over de krijgsmacht; dit deed hij in een ietwat sobere ceremonie, als gevolg van het aftreden van de minister van Defensie Jeanine Hennis-Plasschaert en zijn voorganger Tom Middendorp na het mortierongeval in Mali. De commando-overdracht vond plaats in een vliegtuighangar in plaats van op het Binnenhof, zoals gebruikelijk is.
Van 5 oktober 2017 tot 15 april 2021 was hij commandant der Strijdkrachten (CDS) van de Nederlandse krijgsmacht. Van juni 2021 tot januari 2025 was hij voorzitter van het Militair Comité van de NAVO. Op 22 april 2025 is Bauer door koning Willem-Alexander benoemd tot ridder in de Huisorde van den Gouden Leeuw van Nassau. Op 29 mei van dat jaar nam hij afscheid van Defensie.
Per 1 juni 2025 verbond Bauer zich aan Deloitte om de weerbaarheid en veiligheid van Nederland te vergroten.

## Privé
Zes maanden na zijn geboorte overleed zijn vader, in mei 1962 op 32-jarige leeftijd. Bauer is getrouwd en heeft drie kinderen.

## Onderscheidingen

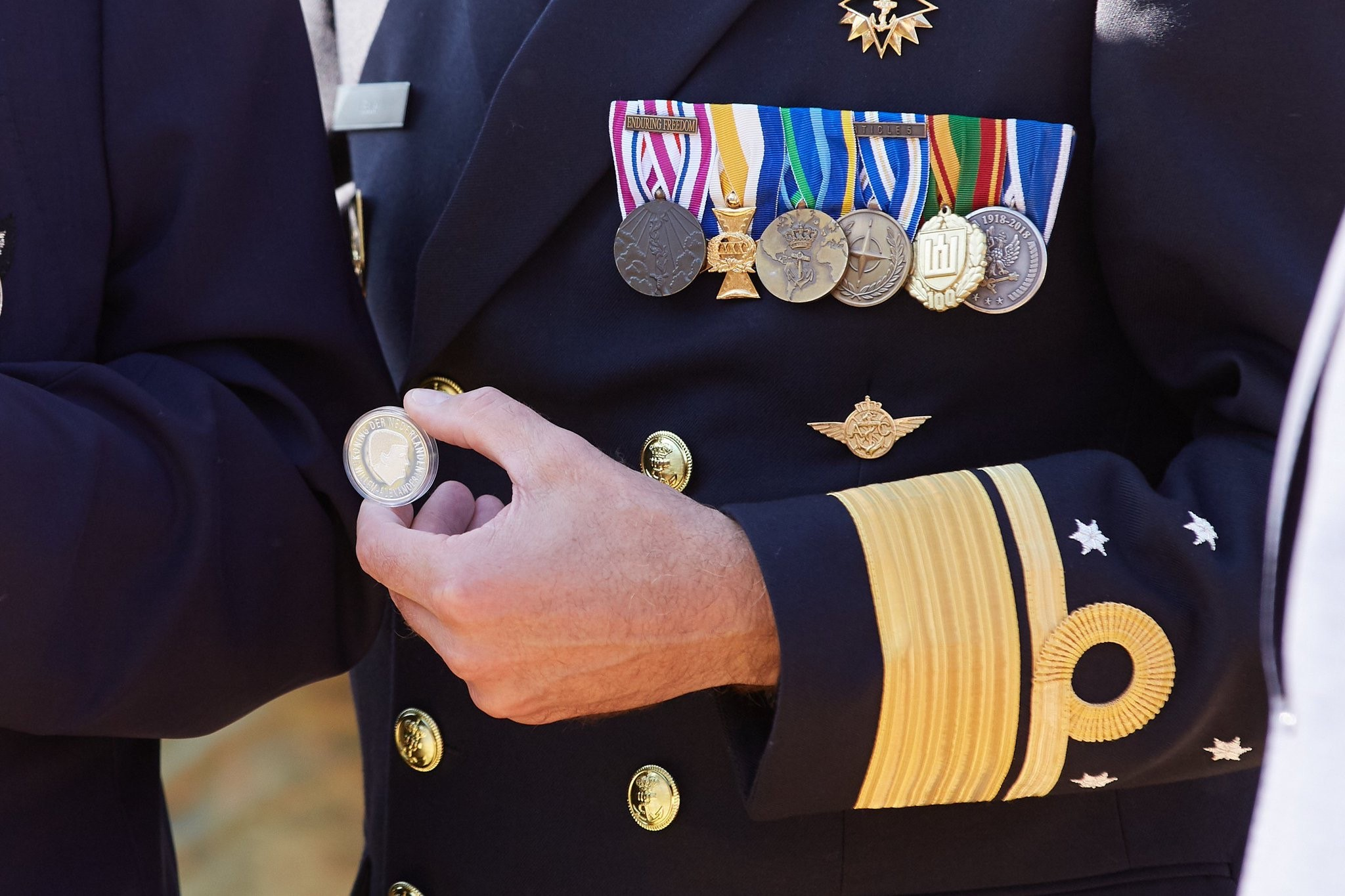
Onderscheidingen van luitenant-admiraal Bauer in 2019 met ook het vaardigheidsembleem van de Maritieme Aircontroller

- Commandeur in de Orde van Oranje-Nassau met de zwaarden
- Ridder in de Huisorde van den Gouden Leeuw van Nassau[13]
- Herinneringsmedaille Vredesoperaties (Enduring Freedom)
- Onderscheidingsteken voor Langdurige Dienst als officier
- Marinemedaille
- NAVO-medaille (Article 5)
- Grootofficier in de Kroonorde[14]
- Grootkruis in de Orde van Verdiensten van Litouwen (Variant: overheidsdienst en grensoverschrijdende betrekkingen)[15]
- Commandeur in de Orde van Verdienste van het Groothertogdom Luxemburg[16]

### Bestseller 60
| Boeken met noteringen in de Nederlandse Bestseller 60 | Jaar van verschijnen | Datum van binnenkomst | Hoogste positie | Aantal weken | Opmerkingen                          |
| ----------------------------------------------------- | -------------------- | --------------------- | --------------- | ------------ | ------------------------------------ |
| Wie vrede wil, moet zich op oorlog voorbereiden       | 2025                 | 25-06-2025            | 32              | 2            | in samenwerking met Eleonora Russell |

## Meer lezen
- (en) Michaels, Daniel, "NATO’s Top Officer Is an Admiral Who Thinks Like an Investor", The Wall Street Journal, 28 april 2024.